# منتخب طاجيكستان تحت 23 سنة لكرة القدم
منتخب طاجيكستان تحت 23 سنة لكرة القدم هو ممثل طاجيكستان الرسمي في المنافسات الدولية في كرة القدم في فئة كرة قدم تحت 23 سنة للرجال، يديريه اتحاد طاجيكستان لكرة القدم.